# Лара Крофт: Расхитительница гробниц 2 — Колыбель жизни
«Лара Крофт: Расхитительница гробниц 2 — Колыбель жизни» (англ. Lara Croft Tomb Raider: The Cradle of Life) — приключенческий боевик 2003 года режиссёра Яна де Бонта, основанный на серии компьютерных игр Tomb Raider. Роль Лары Крофт исполнила Анджелина Джоли, второстепенные роли исполнили Джерард Батлер, Киаран Хайндс, Крис Барри, Ноа Тейлор, Тиль Швайгер, Джимон Хонсу и Саймон Ям. Фильм совместно производства Германии, Японии, Великобритании и США является продолжением к фильму «Лара Крофт: Расхитительница гробниц».
Критики посчитали фильм улучшением по сравнению с предшественником, особенно с точки зрения экшн-сцен, и продолжали хвалить выступление Джоли. Фильм не достиг такого же уровня кассового успеха, как предыдущий фильм, заработав 160,1 миллиона долларов по сравнению с 275 миллионами долларов своего предшественника. Изначально были планы на продолжение, но они были отменены, когда Джоли решила не возвращаться в роли Крофт. Перезапуск серии, «Tomb Raider: Лара Крофт» с Алисией Викандер в главной роли, вышел в 2018 году.

## Сюжет
В результате землетрясения на греческом острове Санторини на поверхности оказывается храм Луны, построенный Александром Великим для хранения его наиболее ценных сокровищ. Среди них есть и загадочный артефакт, который находит охотница за сокровищами Лара Крофт. На её экспедицию нападают китайские мафиози во главе с Чен Ло, убивают двоих напарников и забирают артефакт. Лара с трудом спасается и убегает со странным медальоном.
Вскоре она получает от МИ-6 чрезвычайно опасное и важное задание: найти Ящик Пандоры — объект, упоминавшийся в древних мифах и по слухам содержащий внутри некую чуму. Нобелевский лауреат Джонатан Райз, превратившийся в биотеррориста, разыскивает Ящик Пандоры и намерен пустить его в ход. Ключ к местоположению ящика находится в загадочной светящейся сфере, которую украл Чен Ло. Эта сфера является картой, которая укажет путь к Колыбели Жизни - по легендам это место, где зародилась жизнь на Земле.
Лара соглашается им помочь, но при условии, что они освободят её бывшего бойфренда Терри Шеридана, знакомого с китайским преступным синдикатом. Терри и Лара проникают в их логово, в котором Ло занимается контрабандой Терракотовых солдат. Лара побеждает его в драке и узнаёт местонахождение сферы. Лара и Терри выкрадывают сферу у Райза, после чего сбегают на корабле. Лара подозревает Терри в неких собственных интересах в этом деле, оставляет его и решает отправиться к Колыбели Жизни без него.
Закончив расшифровку сферы, Лара узнает, что Колыбель жизни находится в Африке, Килиманджаро. Тем временем Райз шантажирует друзей Лары и берет их в заложники. Позже Лара встречается с африканским другом Коса и спрашивает местное племя о Колыбели Жизни. Вождь племени говорит, что Колыбель Жизни находится в кратере, охраняемом Теневыми Опекунами. Он отговаривает Лару от похода туда, аргументируя это тем, что знания, которые откроются ей, слишком непостижимы и тяжелы, и она вынуждена будет жить с ними и нести эту ношу всю жизнь, но Лара стоит на своём. Отправившись в экспедицию, люди Райза убивают сопровождавших Лару жителей племени, сама Лара капитулирует.
Используя её компаньонов в качестве заложников, Райз вынуждает Лару провести его к Колыбели Жизни. В кратере они сталкиваются с Теневыми Опекунами — человекоподобными существами, появляющимися из влажных пятен на мёртвых деревьях, и, по всей видимости, являющимися биомеханизмами — частью защитной системы Колыбели Жизни. Они убивают людей Райза, и Лара находит ключ к сокровищнице. Опекуны разлагаются и открывают вход в Колыбель Жизни.
Лара и Райз втягиваются в Колыбель, лабиринт которого сделан из странного кристаллического вещества. Внутри они находят резервуар с высококоррозионной кислотой — сульфонатом кислого гудрона, в котором плавает ящик. Законы физики в лабиринте не действуют - Лара и Райз свободно ходят по стенам и потолку пещеры, как по полу. Появившийся Терри освобождает заложников и догоняет Лару. Лара борется с Райзом и сбрасывает его в резервуар после того, как Терри отвлекает его. Кислота растворяет живьём и убивает Райза. Терри хочет взять Ящик Пандоры себе. Лара отговаривает его, но он отказывается отступить, и она убивает его, сбрасывает ящик в озеро и покидает пещеру.
Утром Лара прощается с местными жителями и собирается уезжать. Увидев, как местные женщины разрисовывают лица её друзьям, она говорит им, что их готовят к свадебной церемонии. Услышав это, её друзья быстро сбегают, садятся к Ларе в машину и уезжают вместе с ней.

## В ролях
| Актёр           | Роль                |
| --------------- | ------------------- |
| Анджелина Джоли | Лара Крофт          |
| Джерард Батлер  | Терри Шеридан       |
| Киаран Хайндс   | Джонатан Райз       |
| Крис Барри      | Хилари              |
| Ноа Тейлор      | Брайс               |
| Джимон Хонсу    | Коса                |
| Тиль Швайгер    | Шон                 |
| Саймон Ям       | Чен Ло              |
| Ронан Вайберт   | агент МИ-6 Кэллоуэй |